# Ali Adnan Kadhim
Ali Adnan Kadhim Al-Tameemi (علي عدنان كاظم ناصر التميمي; Baghdad, 19 dicembre 1993) è un calciatore iracheno, difensore dell'Al-Najma.

## Caratteristiche tecniche
Calciatore molto dotato tecnicamente e agile a fronte della sua imponente stazza. È dotato di una considerevole accelerazione, qualità per la quale può ricoprire il ruolo di esterno sinistro nel 3-5-2 o terzino sinistro in una difesa a quattro. Bravo sia nella fase offensiva sia in copertura, ha un ottimo sinistro che gli permette di crossare precisamente in area o tentare il tiro in porta anche dalla media-lunga distanza.

## Carriera

### Club
Quarto di cinque fratelli e tre sorelle, suo zio è stato Ali Kadhim, famoso calciatore iracheno. Gioca dal 2010 al 2013 nella massima serie irachena, periodo durante il quale esprime il massimo delle sue qualità tecniche riuscendo anche a segnare 6 gol. Le ottime prestazioni mostrate nella compagine della capitale irachena gli permettono di aggiudicarsi il premio AFC Youth Player, come miglior calciatore asiatico del 2013. Il 30 luglio 2013 viene acquistato dal Çaykur Rizespor, squadra della massima serie turca. Il 30 maggio 2015 il Çaykur Rizespor annuncia il suo trasferimento all'Udinese per 2 milioni di euro a partire dal 1º luglio 2015
.
Il 23 agosto 2015 è il primo iracheno a esordire in Serie A e il 21 febbraio 2016 il primo iracheno a segnare un gol nella massima serie italiana, nella partita persa per 2-1 contro il Genoa.
Il 17 agosto 2018 passa all'Atalanta in prestito con diritto d’opzione.
Il 30 agosto 2018 esordisce nelle competizioni UEFA per club, subentrando dalla panchina nei tempi supplementari della partita di ritorno dei preliminari di Europa League che l'Atalanta pareggia per 0-0 sul campo del Copenaghen; nell'occasione, segna anche uno dei tiri di rigore, al termine dei quali la sua squadra viene però eliminata dalla competizione.
Il 10 marzo 2019 passa in prestito fino a giugno ai Vancouver Whitecaps che, il 7 luglio successivo, lo acquistano a titolo definitivo. Il 3 luglio 2021 rescinde il suo contratto con il club.
Rimane svincolato sino al 5 novembre 2021, giorno in cui si accasa ai danesi del Vejle.
L'11 agosto 2022, firmerà per il Rubin Kazan, club della Prem'er-Liga, massima serie del campionato russo. Ha lasciato il club russo poiché il suo contratto è scaduto il 30 giugno 2023 e non gli è stato rinnovato.
Il 7 luglio 2023 approda in Iran accasandosi a parametro zero al Mes Rafsanjan.

### Nazionale

#### Nazionali giovanili
Gioca con l'Iraq, prima al campionato asiatico degli Emirati Arabi Uniti ottenendo il secondo posto, dove segnerà il gol del 2-1 nella vittoria contro il Giappone, e poi giocherà i mondiale Under-20 del 2013, dove segna i gol del 2-2 nel pareggio contro l'Inghilterra, ai quarti di finale contro la Corea del Sud la partita si concluderà sul 3-3 e ai rigori sarà l'Iraq a prevalere per 5-4, Kadhim riesce a segnare dal dischetto, infine farà un gol su punizione nella semifinale contro l'Uruguay, portando la squadra al temporaneo vantaggio, ma Bueno segnerà il gol del 1-1 e la partita finirà in parità, e ai rigori, dove Kadhim era riuscito nuovamente a segnare con un rigore, l'Uruguay sconfigge l'Iraq. La nazionale Ottiene il quarto posto.
Giocherà in nazionale gli Asian Game 2014 ottenendo il bronzo, segnando una doppietta nella vittoria per 3-1 contro il Giappone, inoltre farà un altro gol contro il Tagikistan dove l'Iraq prevarrà per 4-2.
Con la nazionale olimpica irachena prende parte alle Olimpiadi del 2016 in Brasile, nella partita contro il Sudafrica fornirà al suo compagno Saad Abdul-Amir l'assist vincente che gli consentirà di segnare il gol del 1-1, in quello che è stato l'unico gol segnato dall'Iraq durante il torneo olimpico.

#### Nazionale maggiore
Esordisce con la nazionale maggiore irachena il 3 dicembre 2012 in un'amichevole contro il Bahrein, conclusasi col risultato di 0-0. È convocato per la Coppa d'Asia, nel 2015 dove segnerà la sua prima rete in fase di qualificazione contro la Cina vincendo per 3-1, invece nella fase finale, contro la Palestina, fornirà al suo compagno Younis Mahmoud l'assist con cui segnerà la rete che aprirà le marcature nella vittoria per 2-0, inoltre ai quarti di finale contro l'Iran, la partita si concluderà sul 3-3 alla fine del secondo tempo supplementare e ai rigori Kadhim segnerà dal dischetto e l'Iraq vincerà per 7-6. Viene convocato nuovamente in Coppa d'Asia, l'edizione 2019, nella vittoria contro il Vietnam segnerà su punizione il gol del 3-2.

## Statistiche

### Presenze e reti nei club
Statistiche aggiornate al 23 novembre 2021.
| Stagione                   | Squadra                    | Campionato                 | Campionato | Campionato | Coppe nazionali | Coppe nazionali | Coppe nazionali | Coppe continentali | Coppe continentali | Coppe continentali | Altre coppe | Altre coppe | Altre coppe | Totale | Totale |
| Stagione                   | Squadra                    | Comp                       | Pres       | Reti       | Comp            | Pres            | Reti            | Comp               | Pres               | Reti               | Comp        | Pres        | Reti        | Pres   | Reti   |
| -------------------------- | -------------------------- | -------------------------- | ---------- | ---------- | --------------- | --------------- | --------------- | ------------------ | ------------------ | ------------------ | ----------- | ----------- | ----------- | ------ | ------ |
| 2013-2014                  | Çaykur Rizespor            | SL                         | 31         | 3          | TK              | 0               | 0               | -                  | -                  | -                  | -           | -           | -           | 31     | 3      |
| 2014-2015                  | Çaykur Rizespor            | SL                         | 10         | 0          | TK              | 6               | 1               | -                  | -                  | -                  | -           | -           | -           | 16     | 1      |
| Totale Rizespor            | Totale Rizespor            | Totale Rizespor            | 41         | 3          |                 | 6               | 1               |                    | -                  | -                  |             | -           | -           | 47     | 4      |
| 2015-2016                  | Udinese                    | A                          | 28         | 1          | CI              | 3               | 0               | -                  | -                  | -                  | -           | -           | -           | 31     | 1      |
| 2016-2017                  | Udinese                    | A                          | 14         | 0          | CI              | 0               | 0               | -                  | -                  | -                  | -           | -           | -           | 14     | 0      |
| 2017-2018                  | Udinese                    | A                          | 23         | 0          | CI              | 1               | 0               | -                  | -                  | -                  | -           | -           | -           | 24     | 0      |
| ago.2018                   | Udinese                    | A                          | 0          | 0          | CI              | 1               | 0               | -                  | -                  | -                  | -           | -           | -           | 1      | 0      |
| Totale Udinese             | Totale Udinese             | Totale Udinese             | 65         | 1          |                 | 5               | 0               |                    | -                  | -                  |             | -           | -           | 70     | 1      |
| 2018-mar. 2019             | Atalanta                   | A                          | 3          | 0          | CI              | 0               | 0               | UEL                | 1                  | 0                  | -           | -           | -           | 4      | 0      |
| mar.-dic. 2019             | Vancouver Whitecaps        | MLS                        | 28         | 1          | CC              | 2               | 0               | -                  | -                  | -                  | -           | -           | -           | 30     | 1      |
| 2020                       | Vancouver Whitecaps        | MLS                        | 19+4       | 1+1        | CC              | 0               | 0               | -                  | -                  | -                  | -           | -           | -           | 23     | 2      |
| 2021                       | Vancouver Whitecaps        | MLS                        | 0          | 0          | CC              | 0               | 0               | -                  | -                  | -                  | -           | -           | -           | 0      | 0      |
| Totale Vancouver Whitecaps | Totale Vancouver Whitecaps | Totale Vancouver Whitecaps | 51         | 3          |                 | 2               | 0               |                    | -                  | -                  |             | -           | -           | 53     | 3      |
| 2021-2022                  | Vejle                      | S                          | 1          | 0          | CD              | 0               | 0               | -                  | -                  | -                  | -           | -           | -           | 1      | 0      |
| Totale carriera            | Totale carriera            | Totale carriera            | 161        | 7          |                 | 13              | 1               |                    | 1                  | 0                  |             | -           | -           | 175    | 8      |

### Cronologia presenze e reti in nazionale
| Cronologia completa delle presenze e delle reti in nazionale ― Iraq | Cronologia completa delle presenze e delle reti in nazionale ― Iraq | Cronologia completa delle presenze e delle reti in nazionale ― Iraq | Cronologia completa delle presenze e delle reti in nazionale ― Iraq | Cronologia completa delle presenze e delle reti in nazionale ― Iraq | Cronologia completa delle presenze e delle reti in nazionale ― Iraq | Cronologia completa delle presenze e delle reti in nazionale ― Iraq | Cronologia completa delle presenze e delle reti in nazionale ― Iraq |
| Data                                                                | Città                                                               | In casa                                                             | Risultato                                                           | Ospiti                                                              | Competizione                                                        | Reti                                                                | Note                                                                |
| ------------------------------------------------------------------- | ------------------------------------------------------------------- | ------------------------------------------------------------------- | ------------------------------------------------------------------- | ------------------------------------------------------------------- | ------------------------------------------------------------------- | ------------------------------------------------------------------- | ------------------------------------------------------------------- |
| 3-12-2012                                                           | Doha                                                                | Bahrein                                                             | 0 – 0                                                               | Iraq                                                                | Amichevole                                                          | -                                                                   |                                                                     |
| 10-12-2012                                                          | Al-Kuwait                                                           | Giordania                                                           | 0 – 1                                                               | Iraq                                                                | Campionato dell'Asia occidentale 2012 - 1º turno                    | -                                                                   |                                                                     |
| 13-12-2012                                                          | Al-Kuwait                                                           | Iraq                                                                | 1 – 1                                                               | Siria                                                               | Campionato dell'Asia occidentale 2012 - 1º turno                    | -                                                                   | 83’                                                                 |
| 18-12-2012                                                          | Al-Kuwait                                                           | Oman                                                                | 0 – 2                                                               | Iraq                                                                | Campionato dell'Asia occidentale 2012 - Semifinale                  | -                                                                   | 57’                                                                 |
| 20-12-2012                                                          | Al-Kuwait                                                           | Iraq                                                                | 0 – 1                                                               | Siria                                                               | Campionato dell'Asia occidentale 2012 - Finale                      | -                                                                   |                                                                     |
| 30-12-2012                                                          | Sharjah                                                             | Tunisia                                                             | 2 – 1                                                               | Iraq                                                                | Amichevole                                                          | -                                                                   | 56’                                                                 |
| 6-1-2013                                                            | Baghdad                                                             | Iraq                                                                | 2 – 0                                                               | Arabia Saudita                                                      | Gulf Cup 2013 - 1º turno                                            | -                                                                   | 88’                                                                 |
| 9-1-2013                                                            | Baghdad                                                             | Iraq                                                                | 1 – 0                                                               | Kuwait                                                              | Gulf Cup 2013 - 1º turno                                            | -                                                                   |                                                                     |
| 16-1-2013                                                           | Manama                                                              | Bahrein                                                             | 1 – 1                                                               | Iraq                                                                | Gulf Cup 2013 - Semifinale                                          | -                                                                   | 51’                                                                 |
| 18-1-2013                                                           | Manama                                                              | Emirati Arabi Uniti                                                 | 2 – 1                                                               | Iraq                                                                | Gulf Cup 2013 - Finale                                              | -                                                                   |                                                                     |
| 6-2-2013                                                            | Dubai                                                               | Iraq                                                                | 1 – 0                                                               | Indonesia                                                           | Qual. Coppa d'Asia 2015                                             | -                                                                   | 77’ 90+2’                                                           |
| 22-3-2013                                                           | Changsha                                                            | Cina                                                                | 0 – 1                                                               | Iraq                                                                | Qual. Mondiali 2014                                                 | -                                                                   | 20’, 45+1’                                                          |
| 26-3-2013                                                           | Baghdad                                                             | Iraq                                                                | 2 – 1                                                               | Siria                                                               | Amichevole                                                          | -                                                                   |                                                                     |
| 27-5-2013                                                           | Baghdad                                                             | Iraq                                                                | 0 – 1                                                               | Liberia                                                             | Amichevole                                                          | -                                                                   |                                                                     |
| 4-6-2013                                                            | Mascate                                                             | Oman                                                                | 1 – 0                                                               | Iraq                                                                | Qual. Mondiali 2014                                                 | -                                                                   |                                                                     |
| 11-6-2013                                                           | Doha                                                                | Iraq                                                                | 0 – 1                                                               | Giappone                                                            | Qual. Mondiali 2014                                                 | -                                                                   |                                                                     |
| 18-6-2013                                                           | Sydney                                                              | Australia                                                           | 1 – 0                                                               | Iraq                                                                | Qual. Mondiali 2014                                                 | -                                                                   | 85’                                                                 |
| 14-8-2013                                                           | Brøndby                                                             | Cile                                                                | 6 – 0                                                               | Iraq                                                                | Amichevole                                                          | -                                                                   |                                                                     |
| 11-11-2013                                                          | Baghdad                                                             | Iraq                                                                | 2 – 1                                                               | Siria                                                               | Amichevole                                                          | -                                                                   |                                                                     |
| 15-11-2013                                                          | Dammam                                                              | Arabia Saudita                                                      | 2 – 1                                                               | Iraq                                                                | Qual. Coppa d'Asia 2015                                             | -                                                                   |                                                                     |
| 19-11-2013                                                          | Giacarta                                                            | Indonesia                                                           | 0 – 2                                                               | Iraq                                                                | Qual. Coppa d'Asia 2015                                             | -                                                                   |                                                                     |
| 5-3-2014                                                            | Dubai                                                               | Iraq                                                                | 3 – 1                                                               | Cina                                                                | Qual. Coppa d'Asia 2015                                             | 1                                                                   |                                                                     |
| 10-10-2014                                                          | Manama                                                              | Yemen                                                               | 1 – 1                                                               | Iraq                                                                | Amichevole                                                          | -                                                                   |                                                                     |
| 14-10-2014                                                          | Riffa                                                               | Bahrein                                                             | 0 – 0                                                               | Iraq                                                                | Amichevole                                                          | -                                                                   | 90+3’                                                               |
| 14-11-2014                                                          | Jeddah                                                              | Iraq                                                                | 1 – 1                                                               | Kuwait                                                              | Gulf Cup 2014 - 1º turno                                            | -                                                                   | 43’                                                                 |
| 17-11-2014                                                          | Jeddah                                                              | Iraq                                                                | 1 – 1                                                               | Oman                                                                | Gulf Cup 2014 - 1º turno                                            | -                                                                   | 50’                                                                 |
| 4-1-2015                                                            | Wollongong                                                          | Iraq                                                                | 0 – 1                                                               | Iran                                                                | Amichevole                                                          | -                                                                   | 69’                                                                 |
| 16-1-2015                                                           | Brisbane                                                            | Giappone                                                            | 1 – 0                                                               | Iraq                                                                | Coppa d'Asia 2015 - 1º turno                                        | -                                                                   | 67’                                                                 |
| 20-1-2015                                                           | Canberra                                                            | Palestina                                                           | 0 – 2                                                               | Iraq                                                                | Coppa d'Asia 2015 - 1º turno                                        | -                                                                   | 46’                                                                 |
| 23-1-2015                                                           | Canberra                                                            | Iran                                                                | 3 – 3 dts (6 – 7 dtr)                                               | Iraq                                                                | Coppa d'Asia 2015 - Quarti di finale                                | -                                                                   | 65’ 95’                                                             |
| 26-1-2015                                                           | Sydney                                                              | Corea del Sud                                                       | 2 – 0                                                               | Iraq                                                                | Coppa d'Asia 2015 - Semifinale                                      | -                                                                   | 63’                                                                 |
| 30-1-2015                                                           | Newcastle                                                           | Iraq                                                                | 2 – 3                                                               | Emirati Arabi Uniti                                                 | Coppa d'Asia 2015 - Finale 3º posto                                 | -                                                                   | 80’                                                                 |
| 28-3-2015                                                           | Sharjah                                                             | Iraq                                                                | 2 – 1                                                               | RD del Congo                                                        | Amichevole                                                          | -                                                                   | 67’                                                                 |
| 31-3-2015                                                           | Sharjah                                                             | Rep. del Congo                                                      | 0 – 1                                                               | Iraq                                                                | Amichevole                                                          | -                                                                   | 55’                                                                 |
| 3-9-2015                                                            | Tehran                                                              | Iraq                                                                | 5 – 1                                                               | Taiwan                                                              | Qual. Mondiali 2018                                                 | 1                                                                   |                                                                     |
| 8-9-2015                                                            | Bangkok                                                             | Thailandia                                                          | 2 – 2                                                               | Iraq                                                                | Qual. Mondiali 2018                                                 | -                                                                   |                                                                     |
| 8-10-2015                                                           | Hanoi                                                               | Vietnam                                                             | 1 – 1                                                               | Iraq                                                                | Qual. Mondiali 2018                                                 | -                                                                   |                                                                     |
| 17-11-2015                                                          | Kaohsiung                                                           | Taiwan                                                              | 0 – 2                                                               | Iraq                                                                | Qual. Mondiali 2018                                                 | -                                                                   | 90+1’                                                               |
| 24-3-2016                                                           | Tehran                                                              | Iraq                                                                | 2 – 2                                                               | Thailandia                                                          | Qual. Mondiali 2018                                                 | 1                                                                   |                                                                     |
| 29-3-2016                                                           | Tehran                                                              | Vietnam                                                             | 0 – 1                                                               | Iraq                                                                | Qual. Mondiali 2018                                                 | -                                                                   |                                                                     |
| 1-9-2016                                                            | Perth                                                               | Australia                                                           | 2 – 0                                                               | Iraq                                                                | Qual. Mondiali 2018                                                 | -                                                                   | 60’                                                                 |
| 6-9-2016                                                            | Shah Alam                                                           | Iraq                                                                | 1 – 2                                                               | Arabia Saudita                                                      | Qual. Mondiali 2018                                                 | -                                                                   | 81’ 85’                                                             |
| 6-10-2016                                                           | Saitama                                                             | Giappone                                                            | 2 – 1                                                               | Iraq                                                                | Qual. Mondiali 2018                                                 | -                                                                   |                                                                     |
| 11-10-2016                                                          | Teheran                                                             | Iraq                                                                | 4 – 0                                                               | Thailandia                                                          | Qual. Mondiali 2018                                                 | -                                                                   |                                                                     |
| 18-3-2017                                                           | Teheran                                                             | Iran                                                                | 0 – 1                                                               | Iraq                                                                | Qual. Mondiali 2018                                                 | -                                                                   | 46’                                                                 |
| 23-3-2017                                                           | Teheran                                                             | Iraq                                                                | 1 – 1                                                               | Australia                                                           | Qual. Mondiali 2018                                                 | -                                                                   |                                                                     |
| 28-3-2017                                                           | Riad                                                                | Arabia Saudita                                                      | 1 – 0                                                               | Iraq                                                                | Qual. Mondiali 2018                                                 | -                                                                   | 58’                                                                 |
| 1-6-2017                                                            | Bassora                                                             | Iraq                                                                | 1 – 0                                                               | Giordania                                                           | Amichevole                                                          | -                                                                   |                                                                     |
| 13-6-2017                                                           | Teheran                                                             | Iraq                                                                | 1 – 1                                                               | Giappone                                                            | Qual. Mondiali 2018                                                 | -                                                                   |                                                                     |
| 31-8-2017                                                           | Bangkok                                                             | Thailandia                                                          | 1 – 2                                                               | Iraq                                                                | Qual. Mondiali 2018                                                 | -                                                                   |                                                                     |
| 5-9-2017                                                            | Amman                                                               | Iraq                                                                | 1 – 0                                                               | Emirati Arabi Uniti                                                 | Qual. Mondiali 2018                                                 | -                                                                   |                                                                     |
| 5-10-2017                                                           | Bassora                                                             | Iraq                                                                | 2 – 1                                                               | Kenya                                                               | Amichevole                                                          | -                                                                   |                                                                     |
| 13-11-2017                                                          | Bassora                                                             | Iraq                                                                | 1 – 1                                                               | Siria                                                               | Amichevole                                                          | -                                                                   | cap. 70’                                                            |
| 21-3-2018                                                           | Bassora                                                             | Iraq                                                                | 2 – 3                                                               | Qatar                                                               | Amichevole                                                          | -                                                                   |                                                                     |
| 27-3-2018                                                           | Bassora                                                             | Iraq                                                                | 1 – 1                                                               | Siria                                                               | Amichevole                                                          | -                                                                   |                                                                     |
| 10-9-2018                                                           | Al-Farwaniyya                                                       | Kuwait                                                              | 2 – 2                                                               | Iraq                                                                | Amichevole                                                          | -                                                                   |                                                                     |
| 11-10-2018                                                          | Riad                                                                | Iraq                                                                | 0 – 4                                                               | Argentina                                                           | Amichevole                                                          | -                                                                   | cap. 27’ 67’                                                        |
| 15-10-2018                                                          | Riad                                                                | Arabia Saudita                                                      | 1 – 1                                                               | Iraq                                                                | Amichevole                                                          | -                                                                   | cap.                                                                |
| 20-11-2018                                                          | Al-Ain                                                              | Iraq                                                                | 0 – 0                                                               | Bolivia                                                             | Amichevole                                                          | -                                                                   | 75’ 78’                                                             |
| 24-12-2018                                                          | Doha                                                                | Iraq                                                                | 2 – 1                                                               | Cina                                                                | Amichevole                                                          | -                                                                   | cap.                                                                |
| 28-12-2018                                                          | Doha                                                                | Iraq                                                                | 1 – 0                                                               | Palestina                                                           | Amichevole                                                          | -                                                                   | 46’                                                                 |
| 8-1-2019                                                            | Abu Dhabi                                                           | Iraq                                                                | 3 – 2                                                               | Vietnam                                                             | Coppa d'Asia 2019 - 1º turno                                        | 1                                                                   |                                                                     |
| 12-1-2019                                                           | Sharjah                                                             | Yemen                                                               | 0 – 3                                                               | Iraq                                                                | Coppa d'Asia 2019 - 1º turno                                        | -                                                                   |                                                                     |
| 16-1-2019                                                           | Dubai                                                               | Iran                                                                | 0 – 0                                                               | Iraq                                                                | Coppa d'Asia 2019 - 1º turno                                        | -                                                                   | 82’                                                                 |
| 22-1-2019                                                           | Abu Dhabi                                                           | Qatar                                                               | 1 – 0                                                               | Iraq                                                                | Coppa d'Asia 2019 - Ottavi di finale                                | -                                                                   |                                                                     |
| 5-9-2019                                                            | Manama                                                              | Bahrein                                                             | 1 – 1                                                               | Iraq                                                                | Qual. Mondiali 2022                                                 | -                                                                   | 87’                                                                 |
| 10-10-2019                                                          | Bassora                                                             | Iraq                                                                | 2 – 0                                                               | Hong Kong                                                           | Qual. Mondiali 2022                                                 | 1                                                                   | 74’                                                                 |
| 15-10-2019                                                          | Phnom Penh                                                          | Cambogia                                                            | 0 – 4                                                               | Iraq                                                                | Qual. Mondiali 2022                                                 | -                                                                   |                                                                     |
| 14-11-2019                                                          | Amman                                                               | Iraq                                                                | 2 – 1                                                               | Iran                                                                | Qual. Mondiali 2022                                                 | -                                                                   | 26’                                                                 |
| 26-11-2019                                                          | Doha                                                                | Qatar                                                               | 1 – 2                                                               | Iraq                                                                | Gulf Cup 2019 - 1º turno                                            | -                                                                   |                                                                     |
| 29-11-2019                                                          | Bassora                                                             | Emirati Arabi Uniti                                                 | 0 – 2                                                               | Iraq                                                                | Gulf Cup 2019 - 1º turno                                            | -                                                                   |                                                                     |
| 5-12-2019                                                           | Doha                                                                | Iraq                                                                | 2 – 2 dts (3 – 5 dtr)                                               | Bahrein                                                             | Gulf Cup 2019 - Semifinale                                          | -                                                                   |                                                                     |
| 12-11-2020                                                          | Dubai                                                               | Giordania                                                           | 0 – 0                                                               | Iraq                                                                | Amichevole                                                          | -                                                                   | 63’                                                                 |
| 17-11-2020                                                          | Dubai                                                               | Uzbekistan                                                          | 1 – 2                                                               | Iraq                                                                | Amichevole                                                          | 1                                                                   | Cap. 66’ 90+2’                                                      |
| 12-1-2021                                                           | Dubai                                                               | Emirati Arabi Uniti                                                 | 0 – 0                                                               | Iraq                                                                | Amichevole                                                          | -                                                                   | 59’                                                                 |
| 24-5-2021                                                           | Al Majma'ah                                                         | Iraq                                                                | 0 – 0                                                               | Tagikistan                                                          | Amichevole                                                          | -                                                                   |                                                                     |
| 29-5-2021                                                           | Bassora                                                             | Iraq                                                                | 6 – 2                                                               | Nepal                                                               | Amichevole                                                          | -                                                                   | 46’                                                                 |
| 7-6-2021                                                            | Arad                                                                | Iraq                                                                | 4 – 1                                                               | Cambogia                                                            | Qual. Mondiali 2022                                                 | 1                                                                   |                                                                     |
| 11-6-2021                                                           | Arad                                                                | Iran                                                                | 1 – 0                                                               | Iraq                                                                | Qual. Mondiali 2022                                                 | -                                                                   | 90+2’                                                               |
| 15-6-2021                                                           | Arad                                                                | Iran                                                                | 1 – 0                                                               | Iraq                                                                | Qual. Mondiali 2022                                                 | -                                                                   |                                                                     |
| 2-9-2021                                                            | Seul                                                                | Corea del Sud                                                       | 0 – 0                                                               | Iraq                                                                | Qual. Mondiali 2022                                                 | -                                                                   | 61’                                                                 |
| 7-10-2021                                                           | Doha                                                                | Iraq                                                                | 0 – 0                                                               | Libano                                                              | Qual. Mondiali 2022                                                 | -                                                                   | Cap. 84’                                                            |
| 12-10-2021                                                          | Dubai                                                               | Emirati Arabi Uniti                                                 | 2 – 2                                                               | Iraq                                                                | Qual. Mondiali 2022                                                 | -                                                                   | 72’                                                                 |
| 16-11-2021                                                          | Doha                                                                | Iraq                                                                | 0 – 3                                                               | Corea del Sud                                                       | Qual. Mondiali 2022                                                 | -                                                                   | 27’ 69’                                                             |
| 26-3-2023                                                           | San Pietroburgo                                                     | Russia                                                              | 2 – 0                                                               | Iraq                                                                | Amichevole                                                          | -                                                                   | 67’                                                                 |
| 7-9-2023                                                            | Chiang Mai                                                          | Iraq                                                                | 2 – 2 dts (5 – 4 dtr)                                               | India                                                               | King's Cup 2023 - Semifinale                                        | -                                                                   | 64’                                                                 |
| 13-10-2023                                                          | Amman                                                               | Iraq                                                                | 0 – 0 dts (7 – 6 dtr)                                               | Qatar                                                               | Amichevole                                                          | -                                                                   | Cap.                                                                |
| 17-10-2023                                                          | Amman                                                               | Iraq                                                                | 2 – 2 dts (5 – 3 dtr)                                               | Giordania                                                           | Amichevole                                                          | -                                                                   | Cap. 61’                                                            |
| 16-11-2023                                                          | Bassora                                                             | Iraq                                                                | 5 – 1                                                               | Indonesia                                                           | Qual. Mondiali 2026                                                 | -                                                                   |                                                                     |
| 21-11-2023                                                          | Hanoi                                                               | Vietnam                                                             | 0 – 1                                                               | Iraq                                                                | Qual. Mondiali 2026                                                 | -                                                                   |                                                                     |
| 6-1-2024                                                            | Abu Dhabi                                                           | Iraq                                                                | 0 – 1                                                               | Corea del Sud                                                       | Amichevole                                                          | -                                                                   | 61’                                                                 |
| 15-1-2024                                                           | Al Rayyan                                                           | Indonesia                                                           | 1 – 3                                                               | Iraq                                                                | Coppa d'Asia 2023 - 1º turno                                        | -                                                                   | 88’                                                                 |
| 19-1-2024                                                           | Al Rayyan                                                           | Iraq                                                                | 2 – 1                                                               | Giappone                                                            | Coppa d'Asia 2023 - 1º turno                                        | -                                                                   | 66’                                                                 |
| 29-1-2024                                                           | Al Rayyan                                                           | Iraq                                                                | 2 – 3                                                               | Giordania                                                           | Coppa d'Asia 2023 - Ottavi di finale                                | -                                                                   | 72’                                                                 |
| Totale                                                              |                                                                     | Presenze                                                            | 94                                                                  |                                                                     | Reti                                                                | 7                                                                   |                                                                     |

## Palmarès

### Nazionale
- Giochi asiatici: 1

2014
- King's Cup: 1

2023

### Individuale
- Miglior giovane calciatore asiatico dell'anno: 2013[24]
- Inserito da Sky Sport nella formazione ideale del mondiale Under-20 2013[25]